# Chirita demissa
Chirita demissa är en tvåhjärtbladig växtart som först beskrevs av Henry Fletcher Hance, och fick sitt nu gällande namn av Wen Tsai Wang. Chirita demissa ingår i släktet Chirita och familjen Gesneriaceae. Inga underarter finns listade i Catalogue of Life.